# 基輔都市電氣列車
基輔都市電氣列車（羅馬化：Kyivska miska elektrychka）是烏克蘭基輔的一個城際客運列車交通系統，由烏克蘭鐵路提供路線和列車，但由基輔市運行管理。基輔都市電氣列車是一個環形鐵路系統，在高峰時間運行。基輔都市電氣列車開通於2010年。

## 外部連結
- Semi-official web site （乌克兰語） - contains timetable, passenger information etc.
- 都市電氣列車時間表 （页面存档备份，存于） 西南鐵路局網站 （英文）
- . 西南鐵路局. 2011-10-04  [2012-06-13]. （原始内容存档于2012-06-17） （乌克兰语）.